# A.P. Møller og Hustru Chastine Mc-Kinney Møllers Fond til almene Formaal
A.P. Møller Fonden, officielt A.P. Møller og Hustru Chastine Mc-Kinney Møllers Fond til almene Formaal, ofte blot benævnt Almenfonden, er en dansk fond, der blev stiftet af A.P. Møller i 1953 med det formål at sikre virksomhederne i A.P. Møller-koncernen, herunder at de blev bevaret på danske hænder.
Fonden ejer 100 % af aktierne i A.P. Møller Holding A/S, som ejer 41,51 % af kapitalen og 51,45 % af de stemmeberettigede aktier i A.P. Møller - Mærsk A/S. Fondens egenkapital udgjorde i henhold til årsrapporten pr. 31. december 2023 kr. 273.705.300.000.

## Formænd og bestyrelse
Formænd siden 1953:
- 1953 - 1965: A.P. Møller
- 1965 - 2012: Mærsk McKinney Møller
- siden 2012: Ane Mærsk Mc-Kinney Uggla

Den nuværende bestyrelse består, foruden formanden, af Lars-Erik Brenøe, Ove Hornby, Alette Mærsk Mc-Kinney Sørensen, Johan Uggla, og Claus V. Hemmingsen. Mads Lebech er direktør.

## Formål fonden støtter
- Danskheden i Sønderjylland nord og syd for grænsen
- Samarbejde og kulturelt samvirke mellem Danmark og de skandinaviske lande.
- Danske søfarende ved støtte af uddannelse, kirkelige institutioner og sømandshjem
- Dansk søfart og industri
- Videnskabelige formål, særligt lægevidenskab og hovedsagligt ved nyanskaffelser
- Almen velgørenhed

## Donationer i udvalg
- 1982: Opførelsen af Ladelund Ungdomsskole i Sydslesvig
- 1983: Opførelsen af Amaliehaven i København
- 1989: Renovering af Kastellet i København
- 1997: Renovering af Salys rytterstatue på Amalienborg Slotsplads i København
- 1999: Anskaffelse af MR-skanner til Århus Universitetshospital
- 1999: Opførelse af Mærsk Mc-Kinney Møller Instituttet ved Syddansk Universitet i Odense
- 2004: Operaen på Holmen i København
- 2007: Restaureringen af Fregatten Jylland
- 2007: Opførelse af helikopterlandingsplads på Rigshospitalets tag i København
- 2008: Opførelse af A.P. Møller Skolen i Slesvig by i Sydslesvig (som gave til Dansk Skoleforening for Sydslesvig)[2].
- 2011: 3,3 mio. kr. donation til Henriette Hørlücks Skoles internationale afdeling på det gamle Badstuen i Odense.
- 2011: 75 mio. kr. donation til renovering af Nyboders 'Gule Stokke' i København [3]
- 2012: Opførelse af kunststofbane af international standard på Ulvehøj Idrætscenter, i Randers
- 2012: Fornyelse af Fælledparken i København (152 mio. kr. donation)
- 2013: 1 milliard kroner til efteruddannelse af lærere og skoleledere i den danske folkeskole.
- 2013: Opførelsen af det 15-etagers Campus Kollegiet i Odense med tilhørende park som gave til Syddansk Universitet (Anlægssum: 385 mio. kr.)
- 2018: Ombygning og nybyggeri på det fredede Nyborg Slot med forhøjelse af tårn og ringmur (130 mio. kr.)

## Kritik
Donationerne beskrives ofte som "gaver" i medierne og har været kritiseret fra flere sider af forskellige årsager. Kritikpunkterne er som regel: At det kan være svært at takke nej til gaverne. At gaverne omgår væsentlige demokratiske processer. At gaverne ofte bliver trukket fra i skat og dermed bliver betalt af modtagerne selv - dvs. det offentlige såsom stat og kommune. At gaverne har samme funktion som reklame for eller sponsorering af Maersk koncernen. At gavegivningen kan medvirke til at skabe en forventning om politiske modydelser fra den danske stat - altså en form for korruption. Noget af kritikken koncentrerer sig om selve Almenfondens donationer, mens andre diskuterer donations-aktiviteten set i et større og bredere perspektiv.

## Ekstern henvisning
- Wikimedia Commons har flere filer relateret til A.P. Møller og Hustru Chastine Mc-Kinney Møllers Fond til almene Formaal
- Fondens hjemmeside Arkiveret 3. april 2005 hos  Wayback Machine

55°39′03″N 12°32′50″Ø / 55.650739°N 12.547262°Ø